# Маньюасу (мікрорегіон)

Маньюасу на карті штату Мінас-Жерайс

Маньюасу (порт. Microrregião de Manhuaçu) — мікрорегіон в Бразилії, входить в штат Мінас-Жерайс. Складова частина мезорегіону Зона-да-Мата. Населення становить 271 143 чоловік на 2006 рік. Займає площу 4855,959 км². Густота населення — 55,8 чол./км².

## Склад мікрорегіону
До складу мікрорегіону включені наступні муніципалітети:
1. Абрі-Кампу
2. Алту-Капарао
3. Алту-Жекітіба
4. Капарао
5. Капутіра
6. Шале
7. Дуранде
8. Лажинья
9. Луїсбургу
10. Маньюасу
11. Маньюмірін
12. Мартінс-Соаріс
13. Матіпо
14. Педра-Боніта
15. Редуту
16. Санта-Маргаріда
17. Сантана-ду-Маньюасу
18. Сімонезія
19. Сан-Жозе-ду-Мантіменту
20. Сан-Жуан-ду-Маньюасу

| Бразилія | Це незавершена стаття з географії Бразилії. Ви можете допомогти проєкту, виправивши або дописавши її. |